# Antoni Wydżga
Antoni Wydżga herbu Jastrzębiec – chorąży buski w latach 1765–1778, stolnik grabowiecki w latach 1736–1765, porucznik chorągwi pancernej wojewody bełskiego Potockiego w Pułku Hetmana Polnego Koronnego w 1760 roku. 
Poseł województwa bełskiego na sejm nadzwyczajny pacyfikacyjny 1736 roku. Będąc posłem województwa bełskiego zerwał sejm nadzwyczajny 1750 roku. Poseł na sejm 1758 roku z województwa bełskiego. Poseł na sejm 1761 roku z województwa bełskiego. Jako poseł województwa bełskiego na sejm konwokacyjny 7 maja 1764 roku podpisał manifest, uznający odbywający się w obecności wojsk rosyjskich sejm za nielegalny. W 1764 roku był elektorem Stanisława Augusta Poniatowskiego z województwa bełskiego, poseł bełski na sejm elekcyjny.